# Stazione di Murnau
La stazione di Murnau è la stazione ferroviaria della città tedesca di Murnau am Staffelsee.